# 中國—老撾關係
中国—老挝关系，是指歷史上的中國、以至現在的中華人民共和國和老撾人民民主共和國的關係。中國國家通訊社中国新闻网曾經以「山水相连的友好邻邦」來形容中國和老撾兩國關係，又指老挝政府支持一个中国，国务院直属事业单位新華社亦形容中国和老挝擁有「深厚的传统友谊」。《环球时报》指出，中國记者走访老挝时獲悉当地官员称該國需要成为中国的“好邻居、好朋友、好同志、好伙伴”。
中国和老挝的边界長860公里，位於中國云南省一帶。

## 歷史
中國和老撾两国之間的交往始於三国時期，當時老挝近云南的地区被称為“堂明”；东吴黄武六年（即227年），堂明遣派使者到东吴進贡。唐高宗时，真腊分為南北两国，北部名為文单国，国都建於文单城（即今天的万象）；文单国和唐朝關係緊密且友好，曾經先后四次向唐遣使。
历史上，中國和老撾兩國边民之间的贸易十分活跃，中国商人會到老挝境内从事贸易，老挝边民亦會到中国；明朝時已有中国人移居老撾，清朝雍正时期，南掌（即琅勃拉邦王国，属今老挝）归化中国，成為中国的属国，但琅勃拉邦於1893年成为法国保护国，终结與中国的关系。18至19世紀時，華僑貿易在老撾經濟上已有相當大的影響力。華僑和老挝人共同生活，使老挝傳入了大量中國文化，例如不少老挝語用詞的發音和汉語有相似之處。

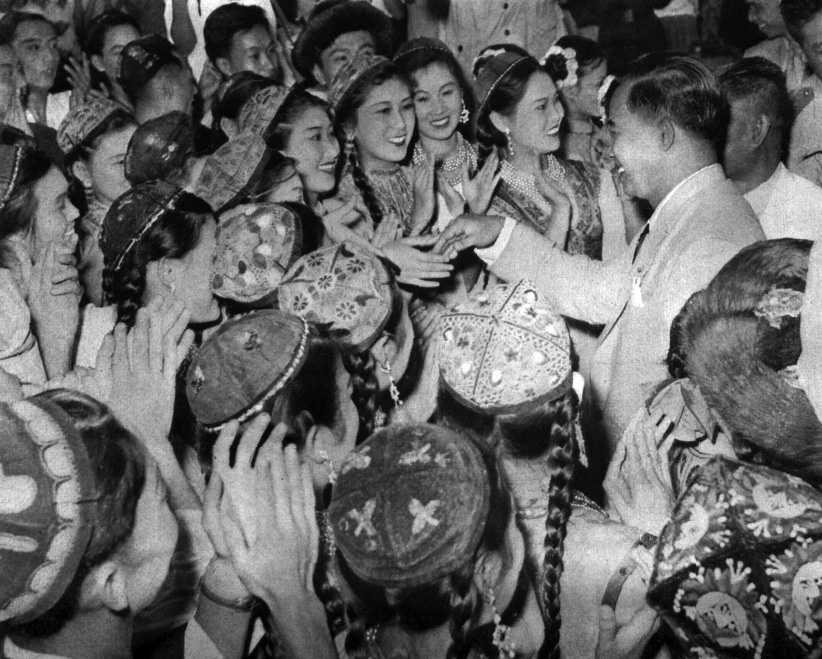
1956年8月21日，北京举行盛大集会，欢迎来中国访问的老挝国王首相富马亲王。

中华人民共和国和老撾王國在1961年4月25日正式建交；1970年代末至80年代中，越南对老挝的影响日益加深，老挝曾把与越南的关系写进宪法，随着中越关系恶化，中國和老撾兩國之間关系变得冷淡，及至中越自卫反击战時，老挝支持越南，中断与中国的官方贸易。後來的1989年，中老兩國关系正常化，得到全面的恢复和发展，自此後兩國在不同领域的交流合作不断深化。2000年双方确立“长期稳定、睦邻友好、彼此信赖、全面合作”方针。2009年，兩國建立全面战略合作伙伴关系。老挝外长沙伦赛表示，老中两国是牢不可破的命运共同体关系，如兄弟般团结。
2020年，中国在香港推出国家安全法，老挝表态支持中国的决定以及祝贺中国通过法例。
2021年12月3日，中老铁路正式通车，该铁路北起中国云南昆明市至老挝首都万象，为电气化客货混运铁路，该铁路是中国一带一路战略东南亚方向的重要项目之一，属于泛亚铁路的一部分，同时也是中国和老挝之间首条铁路。

## 經貿關係

### 背景
老挝北邻中华人民共和国，又是内陆国家，国家安全需仰赖其帮助。随着中老经贸合作的不断发展，中国已成为老挝重要的经贸合作伙伴。“一带一路”倡议与澜湄合作机制为中老经贸合作提供了广阔的空间。目前，中国是老挝第一大外资来源国和第二大贸易伙伴。

### 贸易
| 年份   | 中国对老出口 | 中国自老进口 | 中柬进出口总额 |
| ------ | ------------ | ------------ | -------------- |
| 2015年 | 12.27        | 15.54        | 27.81          |
| 2016年 | 9.86         | 13.53        | 23.39          |
| 2017年 | 14.27        | 15.91        | 30.18          |
| 2018年 | 14.50        | 20.21        | 34.71          |
| 2019年 | 17.60        | 21.60        | 39.2           |

2014年1月，中国与老挝兩國的双边贸易總额为5.26亿美元：其中中国到老挝的出口额為3.04亿美元，主要出口商品為矿砂、矿渣及矿灰；老挝到中国的出口额則為2.22亿美元，主要出口商品為铜與铜制品、木制品、矿砂、矿渣、矿灰、谷物及金属制品。

### 投资
近年來，中國和老撾兩國的官方和民间经贸合作不断扩大，越来越多中国企业和个人到老挝投资及贸易。2013年初，东方电气集团分別与老挝政府和老挝国家电力公司签訂合作协议字仪式，东方电气在老撾特许经营水电站25年，总投资為9949万美元，另一份則為购电合作协议。
中资企业对老挝投资主要集中在能源、矿业、农业、交通基础设施、服务业、建筑业、酒店餐饮业等14个领域。

### 中商组织／中资银行
2005年，老挝中国企业商会于老挝首都万象登记注册；2014年，老挝成立首家中老合资银行老中银行。
随着中国与老挝在金融领域的合作不断深化，中资银行也进入老挝金融市场。目前，在老挝的中资银行有中国工商银行万象分行、中国银行万象分行。此外，国家开发银行在万象设有办事处。

## 文化關係
2014年1月末，中国云南广播电视台和老挝国家电视台在老挝首都万象联合举办名為「中老情·合家欢」的春节电视晚会，晚会上有帶两国传统和特色的文艺表演。同年9月，为庆祝兩國建交53周年，中华全国归国华侨联合会应老挝中国商会湖南分会的邀请，到老挝進行名為“亲情中华·魅力湖南·美丽常德”的文化交流活動。

## 軍事關係
2011年末，時任老撾國防部部長隆再·皮吉中將指該國感谢中方对老挝国防军队的支持和帮助，老挝军队高度重视与中国发展关系，希望能进一步推动两军关系的发展；中国人民解放军副总参谋长蔡英挺指中方愿意与老挝推动务实合作，为促进两军关系发展與维护地区和平稳定而「做出应有的贡献」。該年，中国人民解放军国防大学防务学院组织老撾「军事外交培训班」学员到武汉、长沙进行参观，他們参观了海军工程大学、国防科技大学等地；有军事外交培训班人員表示在参观中了解到中国军情，並感受到中国军队对老挝的热情；中国人民解放军文化交流代表团於同年在老挝举办「中国军队文化活动周」，為中国军方首次在国外举办此類的文化活动。

## 簽證

持中华人民共和国护照的中华人民共和国公民签证要求分布图：入境寮國可以落地簽證／電子簽證。

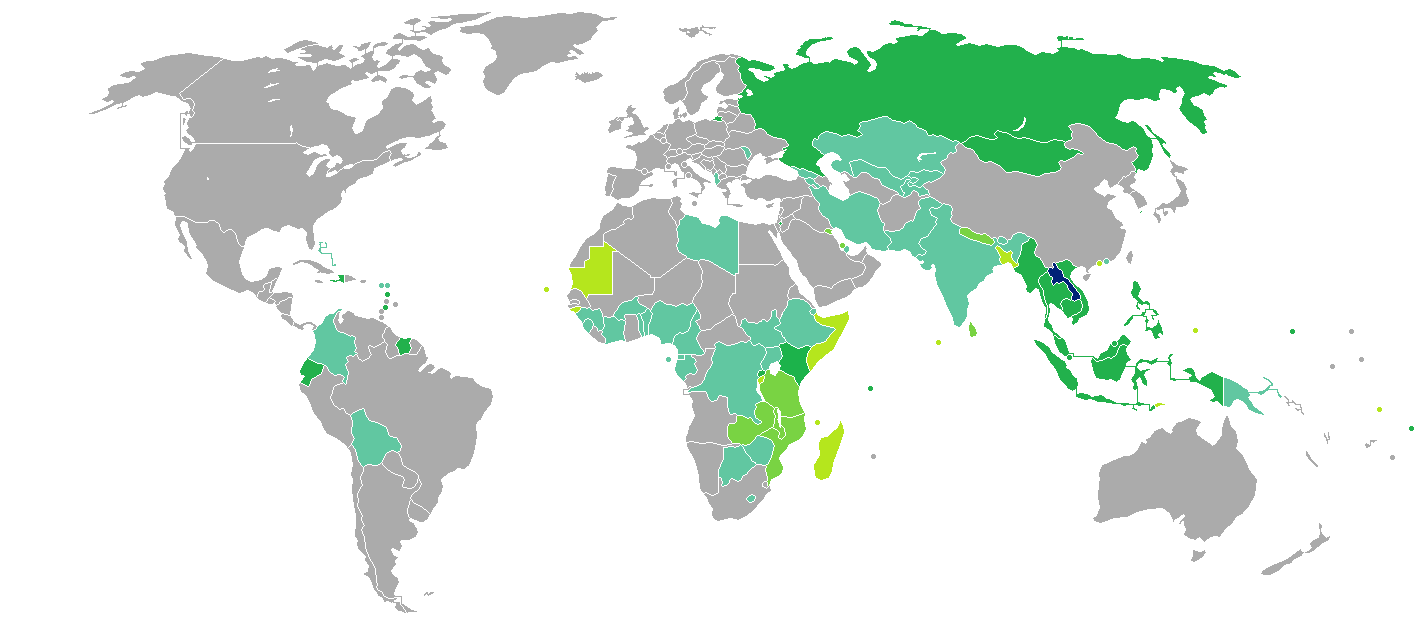
持寮國護照的寮國國民簽證要求分布圖：入境中華人民共和國需要簽證。

兩國國民皆須申請簽證方可入境對方國家。持有中華人民共和國護照的中华人民共和国国民可至寮國駐外館處申請入境簽證，亦可申請落地簽證或電子簽證，單次停留最多90天。自2015年5月28日起，包括老挝在内的东盟10国旅游团（2人及以上），由广西桂林市旅游主管部门资质审定的旅游社组织接待，从桂林机场口岸整团入出境，可免办签证在桂林市行政区停留不超过6日。
據老撾新聞、文化與旅遊部在2013年的統計數據，最多中國遊客到老撾旅遊的月份為2月。2024年6月27日，寮國政府宣布单方面有条件给予中国公民免签证待遇。

## 交通

### 航空
兩國有直航班機，双边来往的城市如下：
| 中华人民共和国 | （按照都會區人口排列）                                     |
| -------------- | ---------------------------------------------------------- |
| 昆明           | 万象（中国东方航空、四川航空、老挝航空）                   |
| 广州           | 万象（中国南方航空、九元航空、老挝航空）、巴色（老挝航空） |
| 长沙           | 万象（老挝航空）                                           |
| 南宁           | 万象（老挝航空）                                           |

### 铁路
- D85/86次列车：昆明－万象
- D87/88次列车：昆明南－万象

### 驾车
老挝方面准予持中国驾照驾驶中国号牌车辆在老挝境内通行。入境时须在口岸办妥相关手续，带齐相关票证，以备途中交警检查。老挝交通规则与中国相同，车辆靠右行驶。

## 外交代表機構

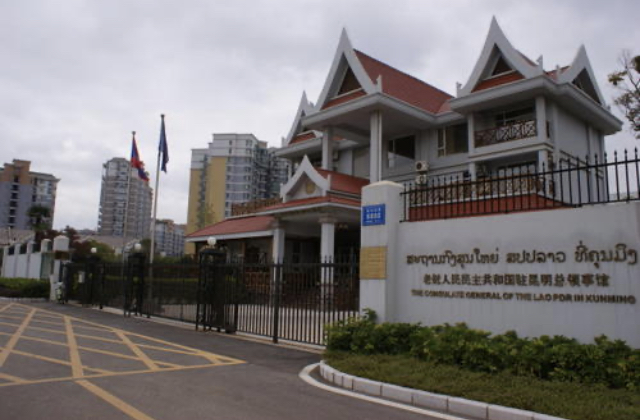
寮國駐昆明總領事館

- 中国在萬象設有大使館，並在琅勃拉邦設有總領事館。
- 在北京設有大使館，並在上海、廣州、長沙、南寧、昆明和香港特別行政區設有總領事館[24]

## 外部連結
- 中华人民共和国驻老挝人民民主共和国大使馆官方网站（简体中文）（英文）
  - 中华人民共和国驻老挝人民民主共和国大使馆经济商务处官方网站（简体中文）
- 中华人民共和国驻琅勃拉邦总领事馆官方网站（简体中文）（老挝文）